# Claude Choules
Claude Stanley Choules (Pershore, 3 marzo 1901 – Perth, 5 maggio 2011) è stato un militare e supercentenario inglese naturalizzato australiano.
Fu soprattutto l'ultimo veterano che ha partecipato ai combattimenti della Grande Guerra. È stato anche l'ultimo soldato vivente ad aver servito in entrambi i conflitti mondiali. Al momento della sua morte, all'età di 110 anni, era inoltre il terzo veterano militare verificato più anziano nel mondo e l'uomo vivente più vecchio d'Australia (il 7° tra gli uomini di tutto il mondo). Choules è diventato l'uomo più anziano nato nel Regno Unito dopo la morte di Stanley Lucas nel giugno 2010 ed è sopravvissuto circa 67 giorni in più rispetto a Frank Buckles, l'ultimo veterano statunitense della Prima Guerra Mondiale. A lui sopravvisse solo Florence Green, considerata ufficialmente l'ultima donna veterana della Grande Guerra, anche se, a differenza di Choules, non prese mai propriamente parte alle azioni militari.

## Nascita e Prima Guerra Mondiale
Nato a Pershore, nel Worcestershire, e cresciuto nella vicina Wyre Piddle, figlio di Harry e Madeline (nata Winn), nell'aprile 1915 Choules si iscrisse alla nave scuola Mercury prima del trasferimento nella Royal Navy nell'ottobre 1916 per prestare servizio a bordo della nave di addestramento HMS Circe a Plymouth. Nel 1917 si imbarcò sulla corazzata Revenge, nave ammiraglia del First Battle Squadron, e, mentre prestava servizio su di essa, Choules fu testimone della resa della Marina Imperiale Tedesca avvenuta sull'estuario del fiume Forth nel 1918, dieci giorni dopo l'armistizio. Fu inoltre presente all'autoaffondamento della flotta tedesca a Scapa Flow, il 21 giugno 1919.

Nel 1926, con altri 11 marinai della Royal Navy, viaggiò verso l'Australia prestando servizio come istruttore al Flinders Naval Deport. Qui ebbe modo di apprezzare il modo di vivere australiano e decise quindi di passare definitivamente nella Royal Australian Navy (RAN). Prese incarico nella RAN nel 1931 come riserva, salvo poi rientrare in azione nel 1932 come istruttore sui CPO Torpedo e sugli antisommergibili. Choules non fece mai più ritorno in Inghilterra, suo paese natale.

## Seconda Guerra Mondiale
Durante la seconda guerra mondiale, Choules divenne ufficiale della nave HMAS Fremantle ma fu anche incaricato del sabotaggio dei porti di Fremantle e delle relative riserve petrolifere in caso di invasione giapponese. Choules si occupò inoltre di rimuovere la prima mina lasciata dai tedeschi sul territorio australiano durante la guerra, in particolare nei pressi di Esperance, Australia occidentale.

## Vita privata e ultimi anni
Choules rimase nella RAN anche dopo la seconda guerra mondiale, ma venne trasferito nella Naval Dockyard Police (NDP) per consentirgli di rimanere in servizio fino al 1956, poiché all'epoca l'età della pensione per i membri della RAN era di 50 anni, mentre per il personale della NDP era di 55 anni.
Rimase legato a sua moglie Ethel per 80 anni, ovvero fino alla morte di lei, avvenuta all'età di 98 anni.
Choules evitò le celebrazioni dell'armistizio perché contrario alla glorificazione della guerra; compare comunque nei documentari della BBC The Last Tommy del 2005 e Harry Patch - l'ultimo Tommy del 2009 e sempre nel 2009 venne pubblicata la sua autobiografia The Last of the Last.
Nell'aprile 2010 sua figlia Daphne Edinger dichiarò che la salute del padre era molto peggiorata e che non sarebbe più stato in grado di concedere interviste. Era ormai quasi completamente cieco e sordo, ma arrivò a celebrare il suo 110º compleanno nel marzo 2011, morendo due mesi dopo.

## Morte
Choules morì il 5 maggio 2011 nella casa di riposo di Salter Point, un sobborgo di Perth. Gli sopravvissero 3 figli, 11 nipoti e 22 bisnipoti. Dopo la sua morte il Primo ministro australiano Julia Gillard dichiarò: "Il sig. Choules e la sua generazione hanno compiuto un sacrificio per la nostra libertà e per la nostra democrazia che non dimenticheremo mai". Il funerale venne celebrato il 20 maggio seguente. È sepolto nel Fremantle Cemetery di Palmyra, nella città di Melville, nell'area metropolitana di Perth.